# Adzjapnjak (tunnelbanestation)
Adzjapnjak (armeniska: Աջափնյակ) är en planerad tunnelbanestation på Jerevans tunnelbana i Armeniens huvudstad Jerevan. Den ligger i distriktet Adzjapnjak.
Utbyggnadsprojektet för linje 1 i nordvästlig riktning innefattar två stationer, varav Adzjapnjak är stationen närmast efter nuvarande slutstation Barekamutiun. Stationen planeras att byggas vid Halabjangatan, nära floden Hrazdans branta dalgång, i ett bostadsområde i stadens nordvästra del.